# Radio Belgrano
Radio Belgrano es el nombre que recibió, durante muchos años y en distintas etapas, una estación de radio argentina que transmitió desde la Ciudad de Buenos Aires. Desde 2019 su tradicional frecuencia de AM 950 pasó a ser parte de CNN Radio Argentina.

## Historia

### 1924–1960

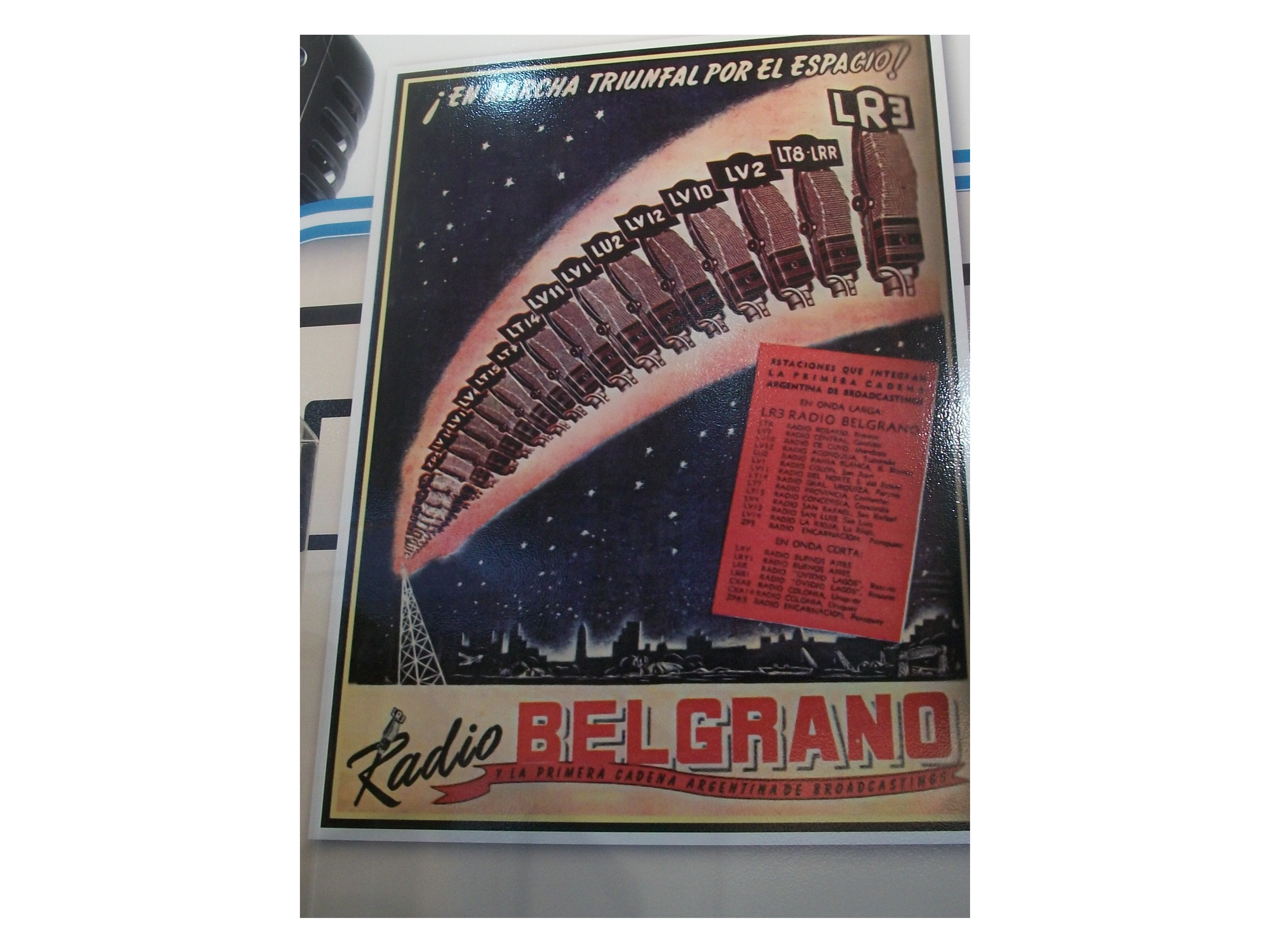
Antiguo cartel de Radio Belgrano.

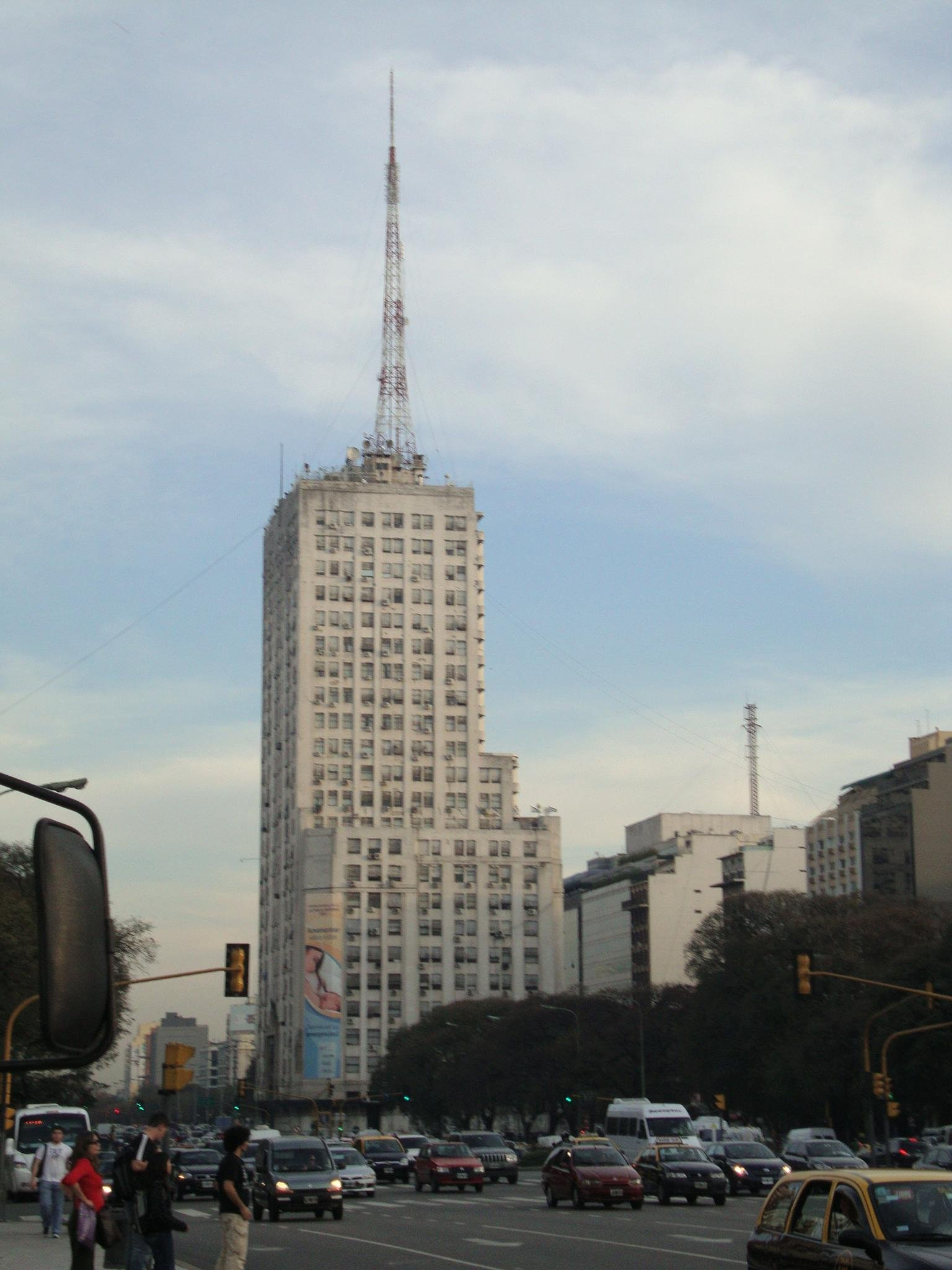
Antena televisiva de Radio Belgrano sobre el Edificio del MOP.

Cuatro años después de la primera transmisión de radio realizada en el país, el 9 de julio de 1924, desde una casa situada en Boyacá 472, inició sus transmisiones como la emisora LOY Sociedad Radio Nacional-Estación Flores. Los iniciadores y primeros propietarios fueron Manuel Penella, Raúl Varando y Ernesto López Barrios.
Conocida inicialmente como L.R. 3 Radio Nacional (por ser la tercera estación en obtener su licencia), la estación de radio fue tempranamente vendida, en 1924, a Jaime Yankelevich, un joven nacido en Bulgaria, con experiencia en el ámbito teatral y que por aquel entonces tenía una tienda de repuestos eléctricos para radios en el barrio de Constitución (Capital Federal). 
Ya en ese entonces, la radio en la Argentina era la más avanzada de toda Sudamérica. Para 1927, en el país había 150.000 aparatos receptores, la cifra más alta de la región. Dos años después la cifra había subido a 500.000.
A final de la década del 20, Yankelevich empezó a asociarse con emisoras del interior para que éstas propalaran la programación proveniente de Buenos Aires, formándose así de manera formal en 1930 la "Primera Cadena Argentina de Broadcastings".
Yankelevich también fue pionero en el uso de los contratos artísticos para la radio, en la que los artistas recibían un salario a cambio de la exclusividad de su trabajo. Esta práctica convirtió a la recién bautizada "Radio Belgrano" en el empleador más codiciado de la radio argentina y durante la década de 1930 disfrutó de los niveles más altos de audiencia a nivel nacional.
En 1933, la emisora adoptó el nombre de Radio Belgrano luego de que se le prohibiera a las empresas no fiscales ocupar el apelativo "Nacional", siendo el nuevo nombre escogido por un concurso.
Nuevas adquisiciones permitieron a Yankelevich formar la cadena Radio Belgrano en 1937. Hacia el final de esa década, la estación fue pionera, a nivel nacional, en realizar transmisiones hasta altas horas de la noche (late-night).
El gobierno encabezado por Juan Domingo Perón empezó a mediados de 1947 a presionar a los propietarios de las radioemisoras para que le vendieran las mismas, y la primera en ceder fue Radio Belgrano.
No obstante la venta, la dirección  general de la cadena continuó en manos de Yankelevich, hasta 1952 cuando falleció. Yankelevich había pedido seis millones y obtuvo más o menos la mitad.
Mientras tanto, una tragedia personal motiva a Yankelevich para ser pionero en otro medio, entonces inexistente en Argentina. La muerte en 1949 de su hijo Miguel, que profesaba fascinación por el crecimiento de la televisión en los Estados Unidos, llevó a que su padre se pusiera en campaña para importar el equipo necesario para su introducción en el país. Yankelevich presentó el proyecto al Ministro de Comunicaciones de Perón, Oscar Nicolini, a quién postuló:

“A mí no me interesa todo el dinero que haya que invertir en este proyecto, cualquier cantidad de millones sería poca”.

Así Jaime Yankelevich logró autorización para importar equipos de transmisión televisiva.
El toque final provino de Eva Perón. A principios de septiembre de 1951, desde el Ministerio de Comunicaciones, el ministro de Comunicaciones Oscar Lorenzo Nicolini les comunica a los directivos de LR3 que las pruebas de ajuste y calibración de los equipos estaban aprobadas, y que el 17 de octubre se saldría por primera vez al aire desde Plaza de Mayo, agregando que era por "...expreso deseo de Eva Perón...". Así, Argentina sería el segundo país en el continente en poseer esta nueva tecnología. LR3 Radio Belgrano fue el germen de Radio Belgrano TV, que con el tiempo se desvincularía de la radio y pasaría a llamarse Canal 7 (actual Televisión Pública)
Yankelevich importó de Estados Unidos el equipo transmisor Bell, las cámaras Dumont, y la antena emisora de polarización horizontal de 50 m (montada en el edificio del Ministerio de Obras Públicas, en avenida 9 de Julio). El 24 de septiembre de 1951 (73 años) comenzaron las pruebas y la primera trasmisión oficial se efectuó desde la Plaza de Mayo, el 17 de octubre de 1951, para los festejos del Día de la Lealtad. Luego dio comienzo un programa musical en el que participaron el coro y el ballet del Teatro Colón y la orquesta de Radio Belgrano. El 4 de noviembre de ese año se iniciaron las transmisiones regulares, emitiendo desde las 17:30 hasta las 22:30. A partir de allí la emisora fue identificada como "LR3 Radio Belgrano Televisión", hasta que en 1961 la transmisora televisiva se desvincula de la emisora de radio, llamándose a partir de allí LS82 TV Canal 7.
Sin embargo, Yankelevich fue hospitalizado unos meses después de la primera transmisión televisiva y murió en 1952 a la edad de 56 años. La radio continuaría siendo gerenciada por su hijo Samuel Yankelevich.

### Años 1980 y 1990
En 1984, con la recuperación de la democracia, la radio puso al aire programas renovadores como:
- Sin Anestesia conducido por Eduardo Aliverti.
- Nuevos Aires, con Enrique Vázquez.
- Ciudadanas, con Annamaría Muchnik.
- Sueños de una noche de Belgrano, por Jorge Dorio y Martín Caparrós.
- Historias en estudio conducido por José María Pasquini Durán.

Radio Belgrano propuso un quiebre con todo lo que la radiofonía tenía para ofrecer hasta esos momentos. No solo en el ámbito informativo, sino también formal, fue una de las primeras radios en realizar denuncias sobre los crímenes de la dictadura. En 1985 los servicios de información del Estado durante el gobierno radical de Raúl Alfonsín, atentaron con una bomba y destruyeron la planta transmisora, frente al bombazo, una convocatoria masiva abrazó a los estudios de la emisora en Uruguay al 1200. En esos años, sus detractores la llamaban despectivamente “Radio Belgrado”, en alusión a que su tono prodemocrático les parecía muy de izquierda.
Así lo vio Carlos Ulanovsky:

“… puede decirse que Radio Belgrano tuvo la virtud de entender y acompañar las necesidades de algunos oyentes de la época. En esos días, la euforia por la recuperación de la democracia venía ligada a la necesidad de hablar de otro modo y de escuchar otras cosas. Daniel Divinsky eligió su elenco con la amplitud, flexibilidad y frescura que sólo podía tener alguien que no venía de la radio y que, como gran mérito, tenía el de estar comprometido con la restauración de la democracia y pensar que una radio podía servir a esos fines. La radio innovó en contenido y en forma”.

Según Carlos Abrevaya:

“El programa Sin Anestesia, con Eduardo Aliverti, ocupaba los puestos más altos de audiencia. Sin embargo, por alguna razón, la inversión publicitaria esquivó ese espacio, al menos como una respuesta proporcional al rating que tenía”.

A partir de 1991 perteneció al legendario "Zar" Alejandro Romay, y se fundó la FM Feeling, onda perteneciente a Radio Belgrano, actual Blue.

### Cambio de dueños
En agosto de 2002, el grupo mexicano CIE, alquiló la frecuencia a un grupo encabezado por Julio Mahárbiz y luego este al exbanquero Raúl Moneta.
En esta emisora conviven empleados de Productora Media y CIE (ex de Belgrano y ex de Radio Libertad de Romay). La empresa CIE LR3 Radio Libertad S.A. es licenciataria de la frecuencia. Productora Media mantiene un convenio de coproducción administrando la onda de LR3 Radio Belgrano AM 950.

### Cambios de denominación y programación
Durante abril de 2006, la emisora cambió su nombre a La Nueve50 durante la gestión artística de Jorge Horacio Santos, exgerente de Radio Mitre, quien contrató figuras de la TV como Fabián Gianola, Moria Casán, Anita Martínez y Ginette Reynal entre otros.[cita requerida]  En enero de 2007 volvió a su denominación original bajo la dirección artística de Freddy Ojea y José Luis García Britos. Desde ese año, la gerencia decidió incorporar a figuras del medio radial, como Óscar Gómez Castañón, Teté Coustarot, Marcelo Gopar, y Luis Garibotti. Además, apostó fuerte por las transmisiones de fútbol e incluyeron en la grilla a los programas deportivos Mundo Ascenso y La Vuelta Olímpica.
A fines de 2009, el empresario Raúl Moneta adquiere definitivamente la licencia de Radio Libertad S.A. «Radio Belgrano» y posteriormente, asociado al empresario Matías Garfunkel, compran el grupo CIE, propietario de las radios FM Rock & Pop, Metro 95.1, Blue 100.7 y Radio Splendid y los negocios satélites de la corporación como la productora de espectáculos y varias radios de las cadenas de FM en el interior del país.
El 1 de febrero de 2012, la emisora cambia nuevamente su nombre a Radio 9, pasando a emitir una programación fundamentalmente deportiva, con la incorporación de Fernando Niembro, Walter Safarián, Sergio Rek y Héctor Veira. Además, mantuvo la base del equipo deportivo que realizaba las transmisiones de fútbol a cargo de Jorge Marinelli, Santiago Ezequiel Figueredo y Adrián Finola e incorporaron al relator uruguayo José Mansilla.
En diciembre de 2013, la emisora vuelve a cambiar y entra como único dueño Jorge Brito, hijo del accionista mayoritario de Banco Macro y también presidente de ADEBA (dicho cambio de titularidad de la emisora está sujeto a la aprobación del AFSCA). De esta manera recupera su nombre, actualmente perteneciente y registrado a la Radio Belgrano AM 950. Su director es José Luis Rodríguez Pagano, y el encargado de programación Juan Pablo Romero. En 2017 marca el regreso de Viviana Canosa y Fernando Niembro a los medios. También fueron parte de esa etapa Pablo Duggan, Chiche Gelblung, Walter Safarian, Debora Plager, Soledad Larghi, Mariano Obarrio, Ramón Indart, Guillermo Coppola, Héctor "Bambino" Veira y Ricardo Caruso Lombardi.
En la Semana Santa de 2018 se levantó la programación de la radio, transmitiendo solo música y llamándose simplemente AM 950, en un proceso de reestructuración tras la adquisición por parte de Turner Argentina, previo al establecimiento de la radio de la señal de noticias CNN, que inició sus transmisiones el 11 de marzo de 2019.